# متحف الفجيرة
متحف الفجيرة هو متحف للآثار والتاريخ المحلي يقع في إمارة الفجيرة في الإمارات العربية المتحدة .

## نظرة عامة
افتتح المتحف عام 1991. يحتوي على معروضات دائمة للاكتشافات الأثرية المحلية وعن طريقة الحياة التقليدية تاريخياً في الفجيرة على وجه الخصوص والإمارات بشكل عام. داخل المتحف، تعرض قاعة العرض الأولى أشياء تراثية تتعلق بالمهن المحلية التقليدية مثل الزراعة وصيد الأسماك والفخار والتجارة والنسيج. القاعة الثانية للتراث تعرض أسلحة قديمة وأزياء وأواني مختلفة. تحتوي القاعة الأخرى على معروضات تشمل متجر توابل وسوق . تشمل المعروضات اكتشافات أثرية من مقابر في البدية ودبا الفجيرة وقدفع ، مع أشياء مثل رؤوس الأسهم والخرز العقيق والأواني.
يقع المتحف على مقربة من قلعة الفجيرة التي تقع على بعد عدة أمتار.

## أقسام المتحف
يقسم متحف الفجيرة إلى ثلاثة أقسام:
قسم التراث ويتكون من3 قاعات توضح نمط الحياة التي كانت سائدة عند السكان قديماً، حيث تحوي القاعة الأولى معرضاً للمهن التي مارسها السكان قديماً كالزراعة وصيد السمك، بالإضافة إلى الأدوات التي استخدمت في ممارسة تلك المهن من قوارب خشبية وشباك وغيرها.
أما القاعة الثانية فتعرض الأزياء الشعبية وكذلك الأواني المنزلية التي استخدمها السكان في الماضي كما يوجد داخلها نموذج للبيت الشعبي القديم وتعرض أيضاً مجموعة من الأسلحة القديمة.
وتضم القاعة الثالثة  من قسم التراث  القطع الحجرية والنحاسية التي كانت تستخدم في الأنشطة اليومية، إضافةً إلى تشكيلة واسعة من الفؤوس والعملات.
قسم الآثار ويضم هذا القسم العديد من القطع الأثرية التي تم اكتشافها في مواقع متعددة بالإضافة إلى المكتشفات النحاسية و مجموعة من الكؤوس والأقداح ويعرض هذه  الآثار والمقتنيات القديمة حسب تسلسلها الزمني.

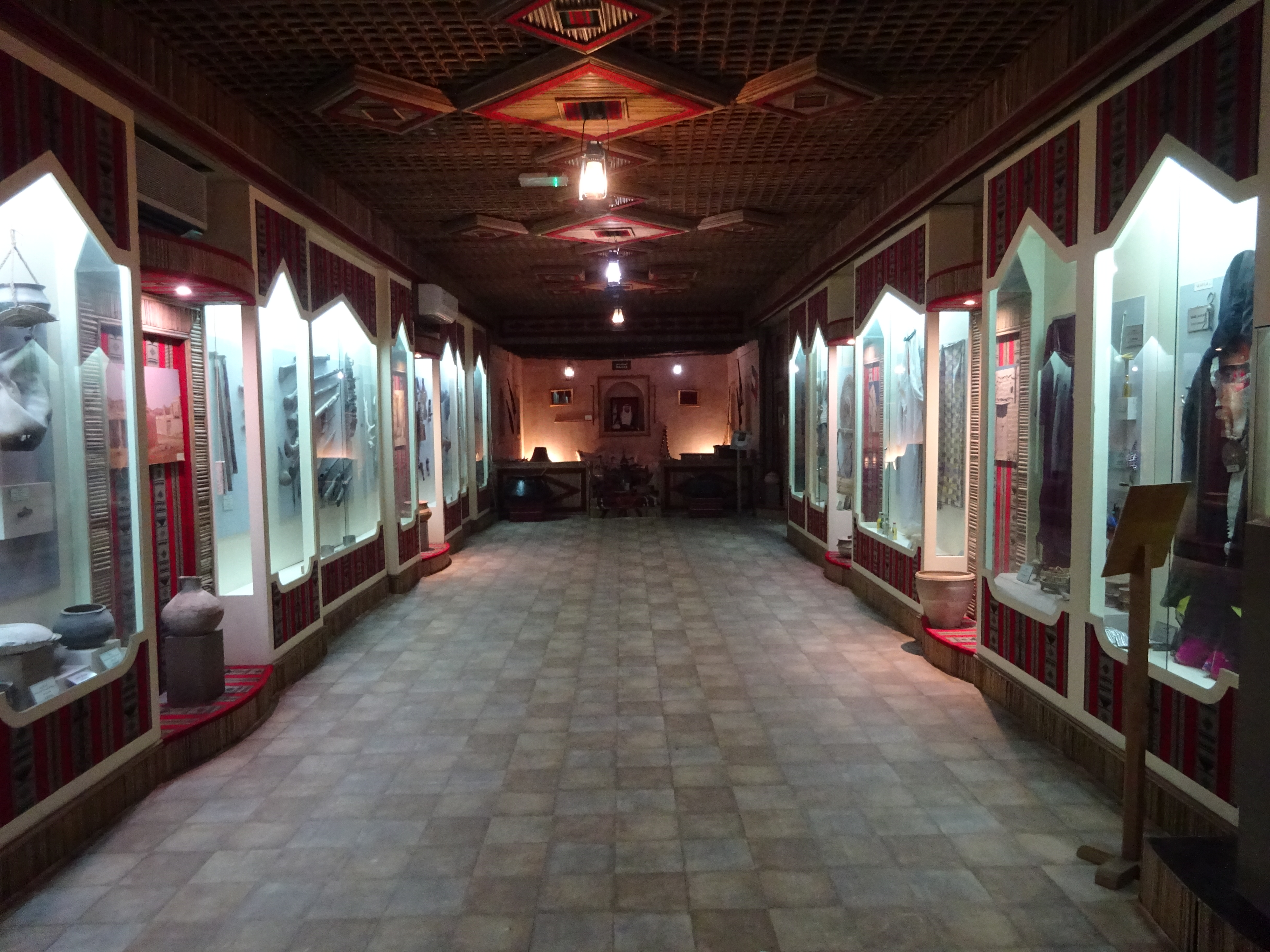
من قاعات متحف الفجيرة

قسم مكتبة المتحف التي تحوي عدداً من كتب الدراسات التاريخية والأثرية والكتب الخاصة بعلوم الآثار والمتاحف، ويساهم المتحف في نشر مجموعة من المطبوعات عن نتائج الحفريات على هيئة كتيبات توثق تاريخ المواقع الأثرية.

## التاريخ

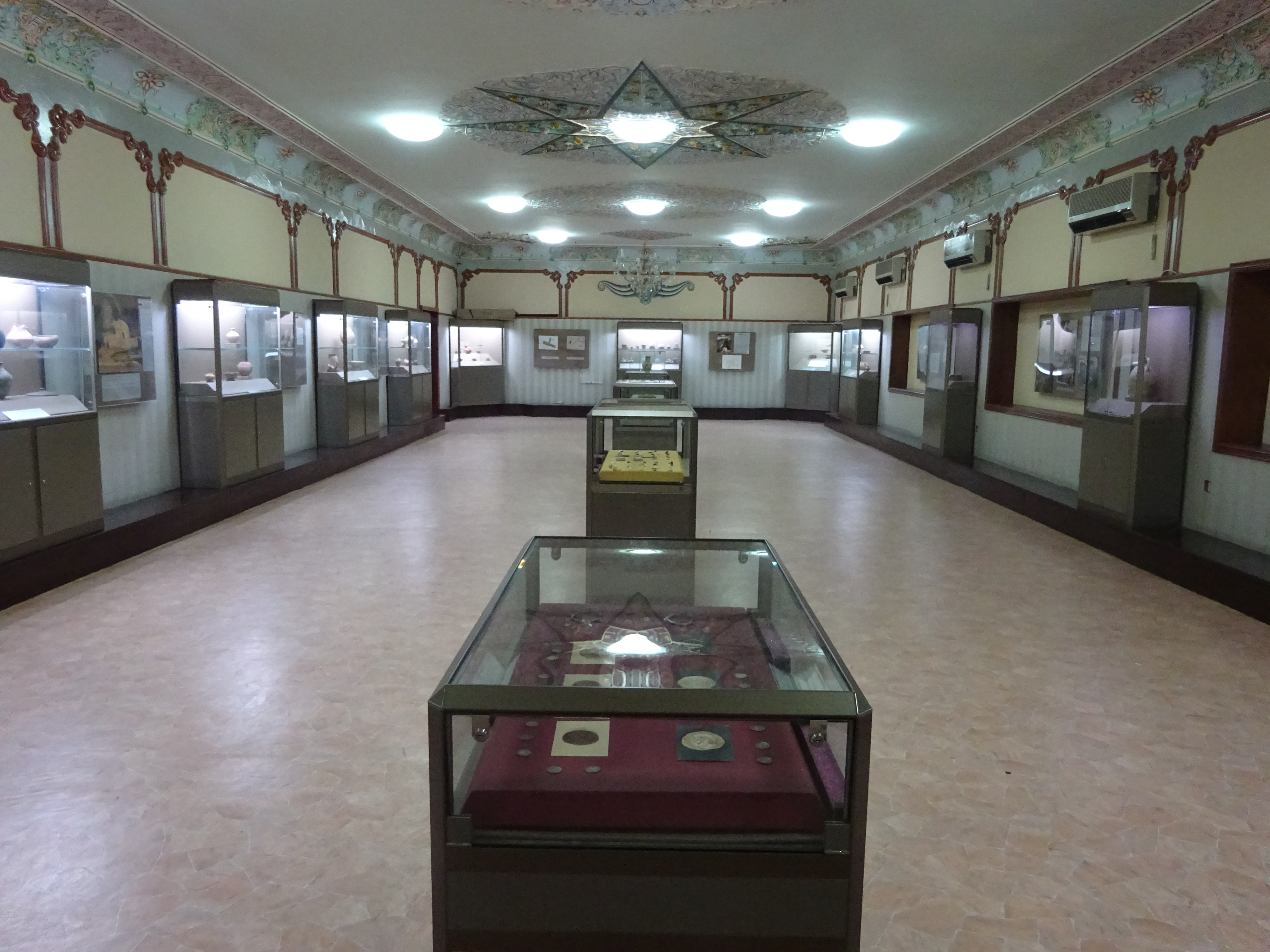
أحد صالات العرض

في عام 1969، تم إنشاء متحف صغير مكون من غرفة واحدة مع المعروضات بما في ذلك العملات المعدنية وأدوات الزراعة والفخار والأسلحة. في 27 مايو 1991 ، أصدر الشيخ حمد بن محمد الشرقي قرارًا بإنشاء دائرة الآثار والتراث لإمارة الفجيرة ، بما في ذلك صيانة المتحف ومجموعاته. في 30 نوفمبر 1991 ، افتتح حاكم الفجيرة المتحف رسميًا في عام 1998 ، أنجزت الدائرة خطط توسعة المتحف بقاعتين كبيرتين تغطيان الآثار وثلاث قاعات للتراث.